# Sajazarra
Sajazarra es un municipio de la comunidad autónoma de La Rioja (España). Se ubica en La Rioja Alta y dentro de ella en la comarca de Haro. 
Se sitúa en torno a la confluencia de los ríos Aguanal y Ea.
Forma parte de la Asociación Los pueblos más bonitos de España

## Etimología
Proviene del euskera Saja Zaharra que significa 'Saja la vieja', para distinguirlo del municipio vecino llamado Sajuela, que significa 'la pequeña Saja'.

## Historia
La primera mención de la villa, con el nombre de Saggazahar, aparece en un documento del cartulario de San Millán de la Cogolla, cuando el rey de Pamplona, Sancho el de Peñalén, dona algunas tierras en su territorio al cenobio riojano el día de Reyes del año 1075. Antes del final del siglo XI aparece en el Fuero de Miranda de Ebro en 1099 con la denominación de "Saja".
En 1146 aparece con el nombre actual en los documentos de concesión de fuero a Cerezo de Río Tirón por parte de Alfonso VII.
En 1169 el rey Alfonso VIII donó la villa al monasterio de Valdefuentes, en escritura fechada en Tudela.
Fue fortificada entre los siglos XII y XIII. En 1463 fue una de las cinco villas fundadoras de la Hermandad de Álava junto con Vitoria, Miranda de Ebro, Pancorbo y Salvatierra.
Su castillo/palacio fue construido en la segunda mitad del siglo XV al transformarse la villa en señorío de los Velasco.
La villa y el castillo pertenecieron a los Condes de Nieva.
La villa también perteneció a Bugedo.
En 1790 Sajazarra fue uno de los municipios fundadores de la Real Sociedad Económica de La Rioja, la cual era una de las sociedades de amigos del país fundadas en el siglo XVIII conforme a los ideales de la ilustración.

## Geografía humana

### Demografía
Cuenta con una población de 125 habitantes (INE 2024).
| Gráfica de evolución demográfica de Sajazarra entre 1842 y 2021                                                       |
| |
| Población de derecho según los censos de población del INE. Población de hecho según los censos de población del INE. |

## Administración
| Periodo   | Nombre                                                           | Partido                 |
| --------- | ---------------------------------------------------------------- | ----------------------- |
| 1979-1983 | Pedro Mª Zanza Castro                                            | Agrupación de electores |
| 1983-1987 | Jesús María Riaño Riaño                                          | AP                      |
| 1987-1991 | Vicente Jesús Corral Ortiz                                       | AP                      |
| 1991-1995 | Isaac Salazar Corral                                             | PSOE                    |
| 1995-1999 | Isaac Salazar Corral                                             | PSOE                    |
| 1999-2003 | Sergio Loma-Ossorio Mahave                                       | PP                      |
| 2003-2007 | Mª Consolación Mayor Guerra                                      | PP                      |
| 2007-2011 | Pedro Mª Zanza Castro / Marta García / Félix García Loma-Ossorio | PSOE / PSOE / PP        |
| 2011-2015 | Sergio Loma-Ossorio Mahave                                       | PP                      |
| 2015-2019 | Óscar Fresno Riaño                                               | PP                      |
| 2019-2023 | Juan Miguel García Noceda                                        | PSOE                    |

## Lugares de interés

### Edificios y monumentos

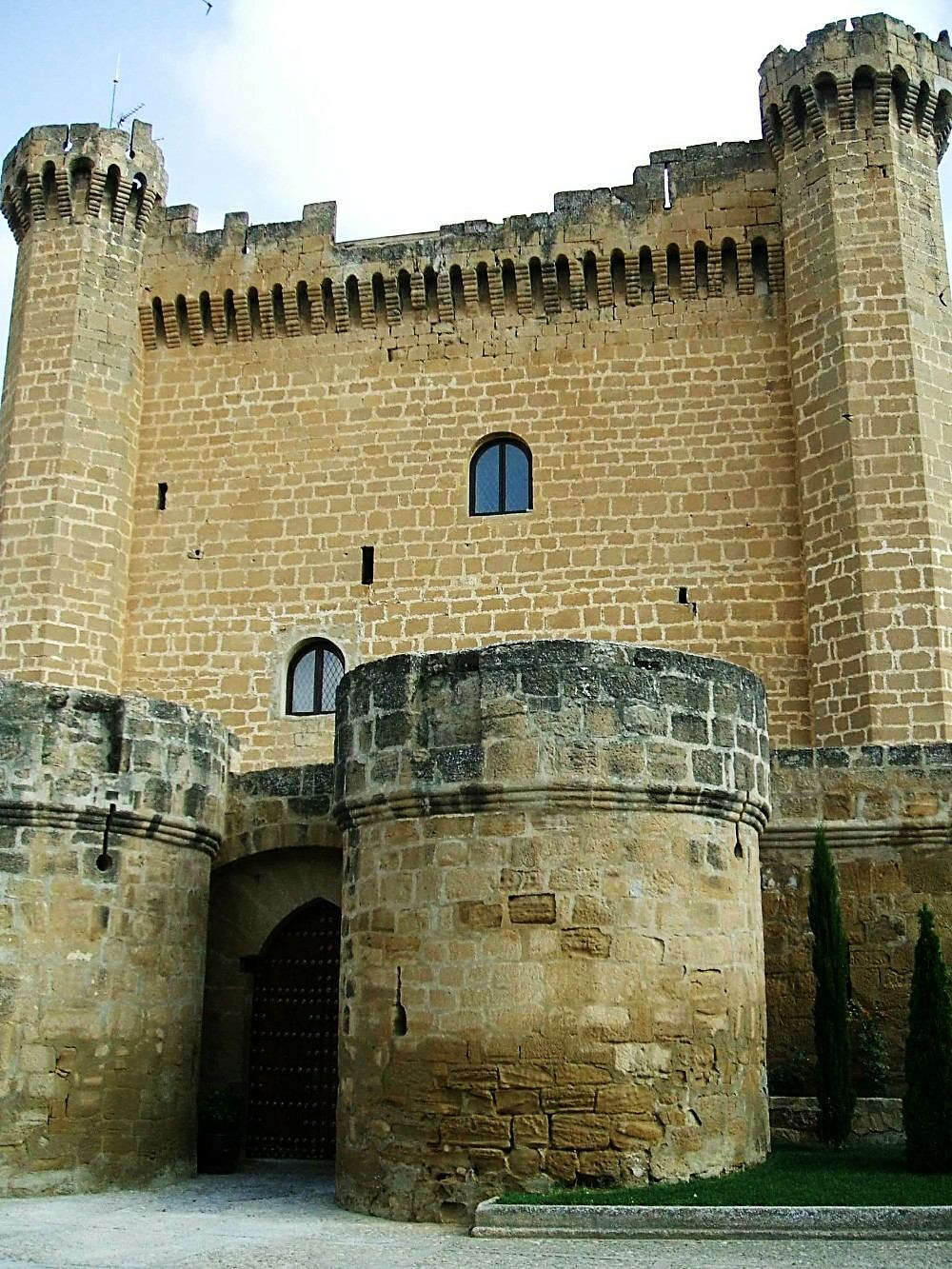
Castillo de Sajazarra.

#### Castillo-Palacio
Construido en el siglo XV al transformarse la villa en señorío de los Velasco. Por su buen estado de conservación es una de las fortalezas más bellas de La Rioja. Actualmente es propiedad particular.
Está construida en piedra de sillería. Su configuración es parecida al Castillo de Cuzcurrita de Río Tirón, con un recinto exterior rectangular, cubos redondos en las esquinas y flanqueando la puerta de acceso. En el centro del reducto se levanta la torre del homenaje, de planta también rectangular, con torreones octogonales en sus esquinas, coronada con matacanes y almenas.

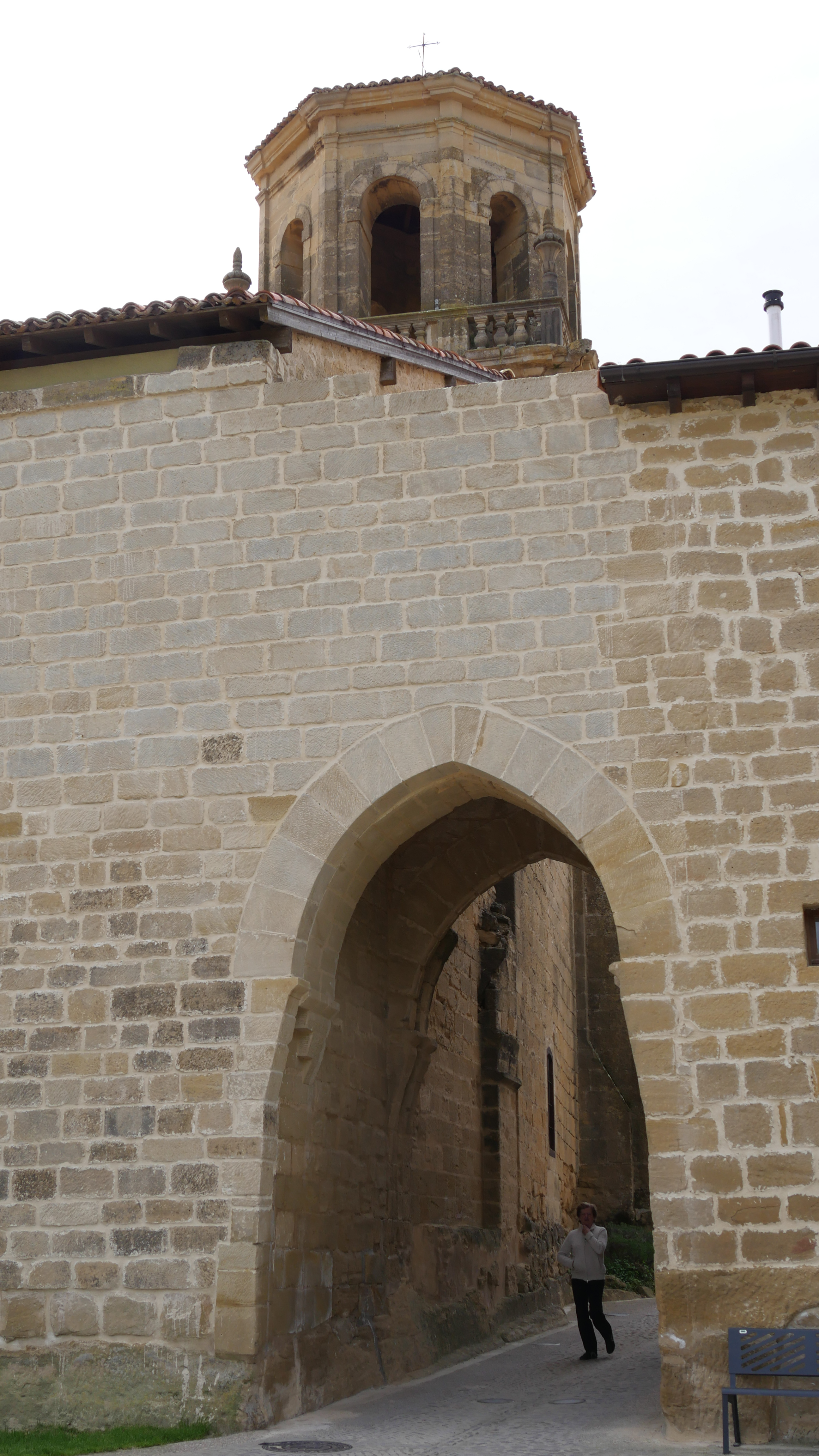
El Arco.

#### Restos de la muralla y puerta del Arco
El trazado de la muralla, de forma trapezoidal, es de la segunda mitad del XIII, de la época de Alfonso X el Sabio, y solo se puede reconocer ya en las traseras de las casas. De las cuatro puertas que poseía se conserva la denominada el Arco, situada entre la iglesia y el Ayuntamiento viejo, gótica de los siglos XIV o XV.

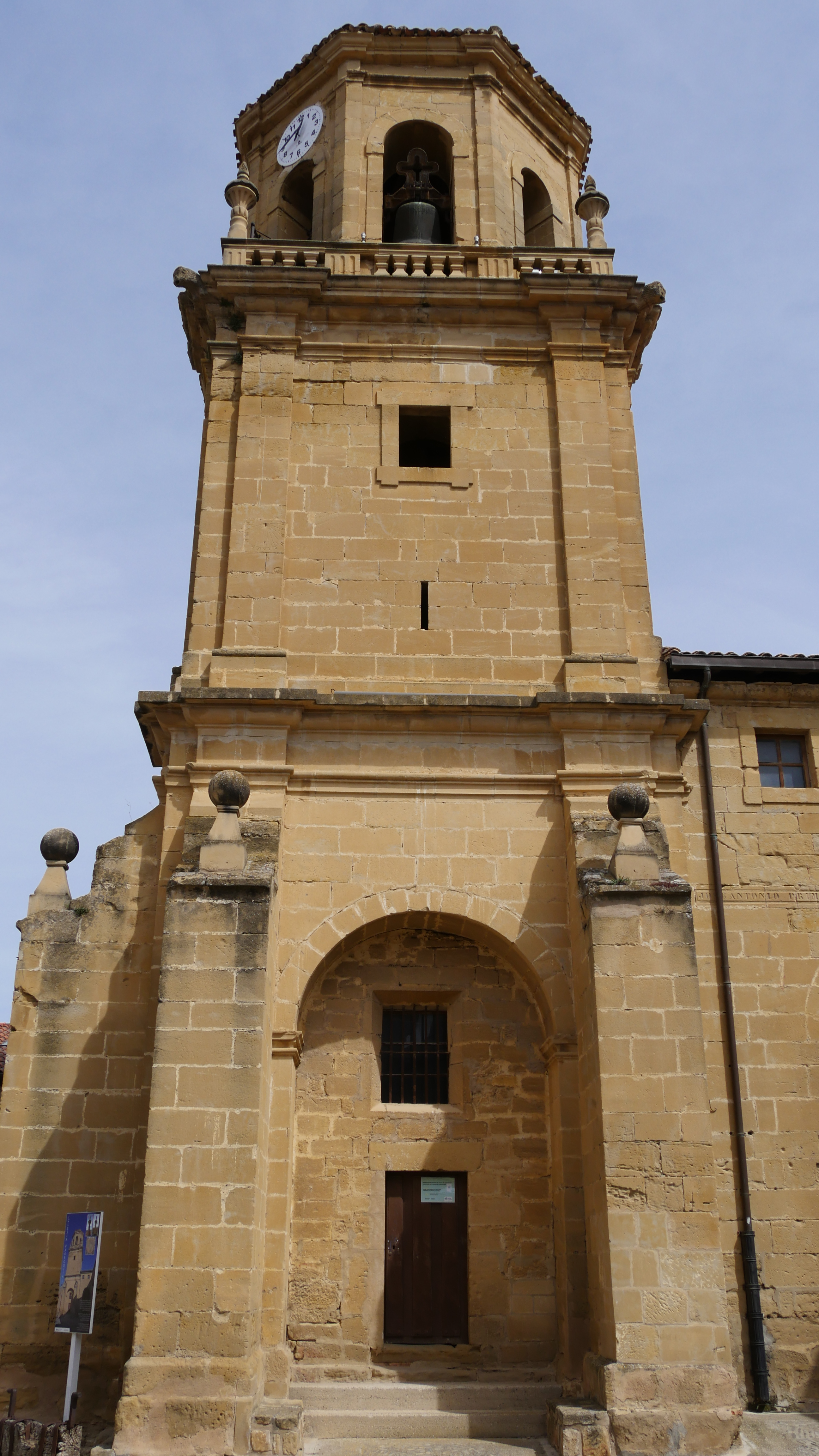
Iglesia parroquial de la Asunción.

#### Iglesia de Santa María de la Asunción
Bien de interés cultural datado del siglo XII, construido en piedra de sillería y mampostería; suma de construcciones de varias épocas.
En su interior alberga una imagen de la Virgen de la Antigua. Cuenta con un retablo renacentista.

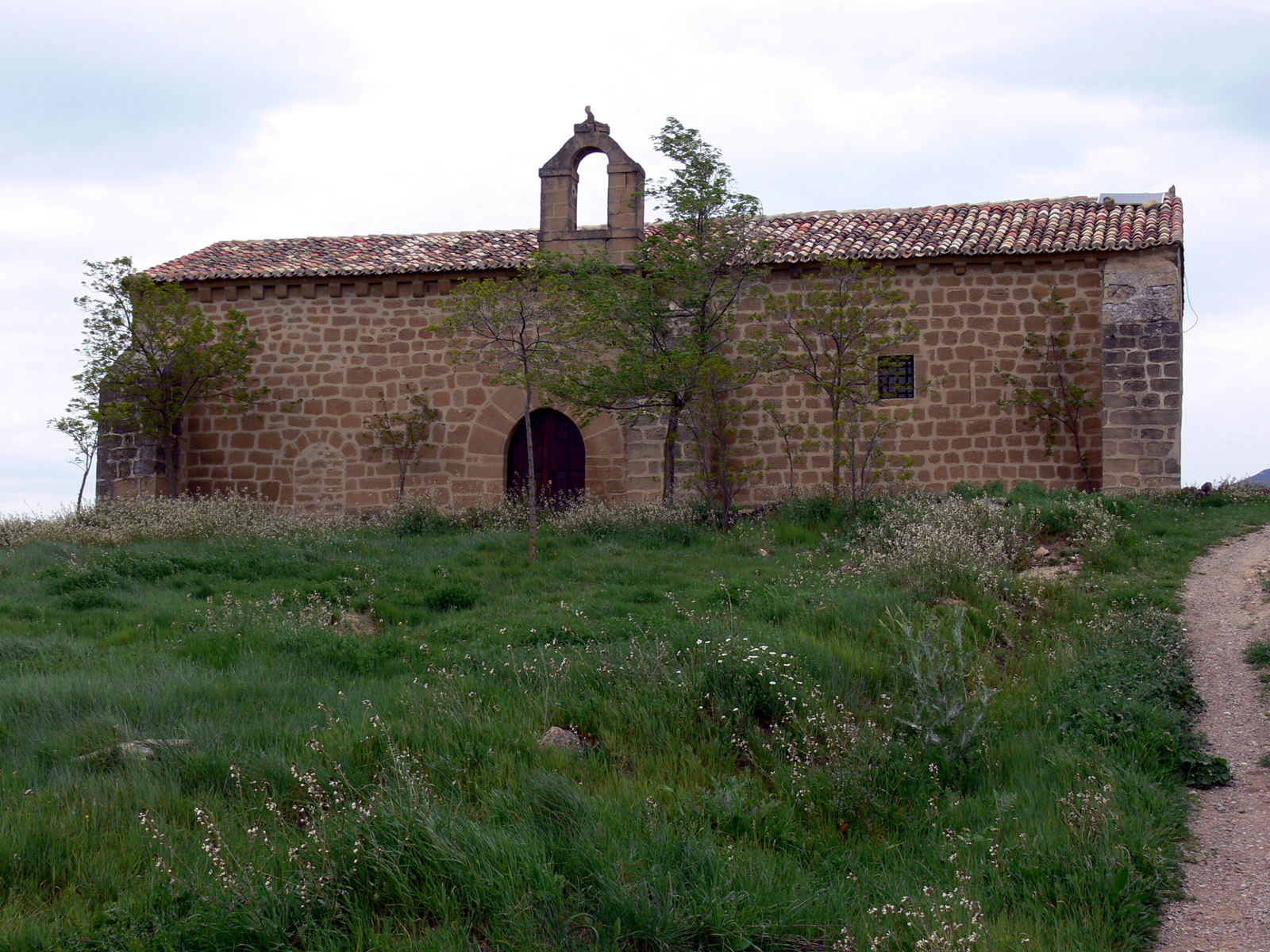
Ermita de Santa María de Cillas.

#### Ermita de Santa María de Cillas
Se sitúa a kilómetro y medio de la población en dirección a Castilseco.
Edificio románico herreriano, de sillería y mampostería del siglo XIII. Fue reformada entre los siglos XVI y XVIII, además de en 1945. Posee un retablo neoclásico, obrado por Leonardo Gurrea hacia 1804, y púlpito y facistol barrocos. De ella procede la Virgen de Cillas, patrona de la villa y que hoy se encuentra en la parroquia.

## Eventos
- Festival Música Antigua: anualmente durante cinco o seis días del mes de agosto se realizan conciertos de música clásica en la iglesia de la Asunción. En 2012 se realizó la vigésima tercera edición.[5] En 2013 se suspendió la actividad, tras 23 ediciones ininterrumpidas desde 1990.
- Desembalaje de Antigüedades El último domingo de julio se celebra una feria de productos del ayer, En el paseo del Castillo, de diez de la mañana a ocho de la noche. Entrada gratuita

## Fiestas Locales
- El 25 de abril fiesta en honor de San Marcos.
- La penúltima semana de agosto se realiza un festival de Música Antigua y Muestra de Artistas Noveles.
- El último fin de semana de agosto, fiesta de Nuestra Señora la Virgen de Cillas, con procesión a la ermita.

## Personas notables
- Juan Martínez: hijo ilustre de la población, nacido en Alfaro, fue apresado en el segundo tercio del siglo XV en el castillo de Sajazarra y, según la leyenda, prodigiosamente liberado por la intercesión de la Virgen de Vico. En 1467 intervino heroicamente en la defensa de Calahorra.[cita requerida]